# Echinopsis tarijensis
Echinopsis tarijensis är en kaktusväxtart som först beskrevs av Vaupel, och fick sitt nu gällande namn av H. Friedrich och Gordon Douglas Rowley. Echinopsis tarijensis ingår i släktet Echinopsis och familjen kaktusväxter.

## Underarter
Arten delas in i följande underarter:
- E. t. bertramiana
- E. t. tarijensis

## Bildgalleri

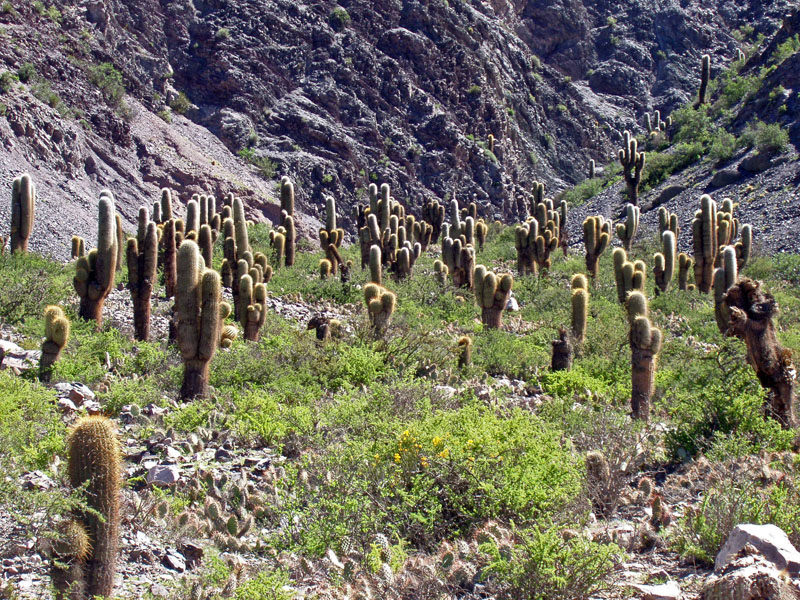
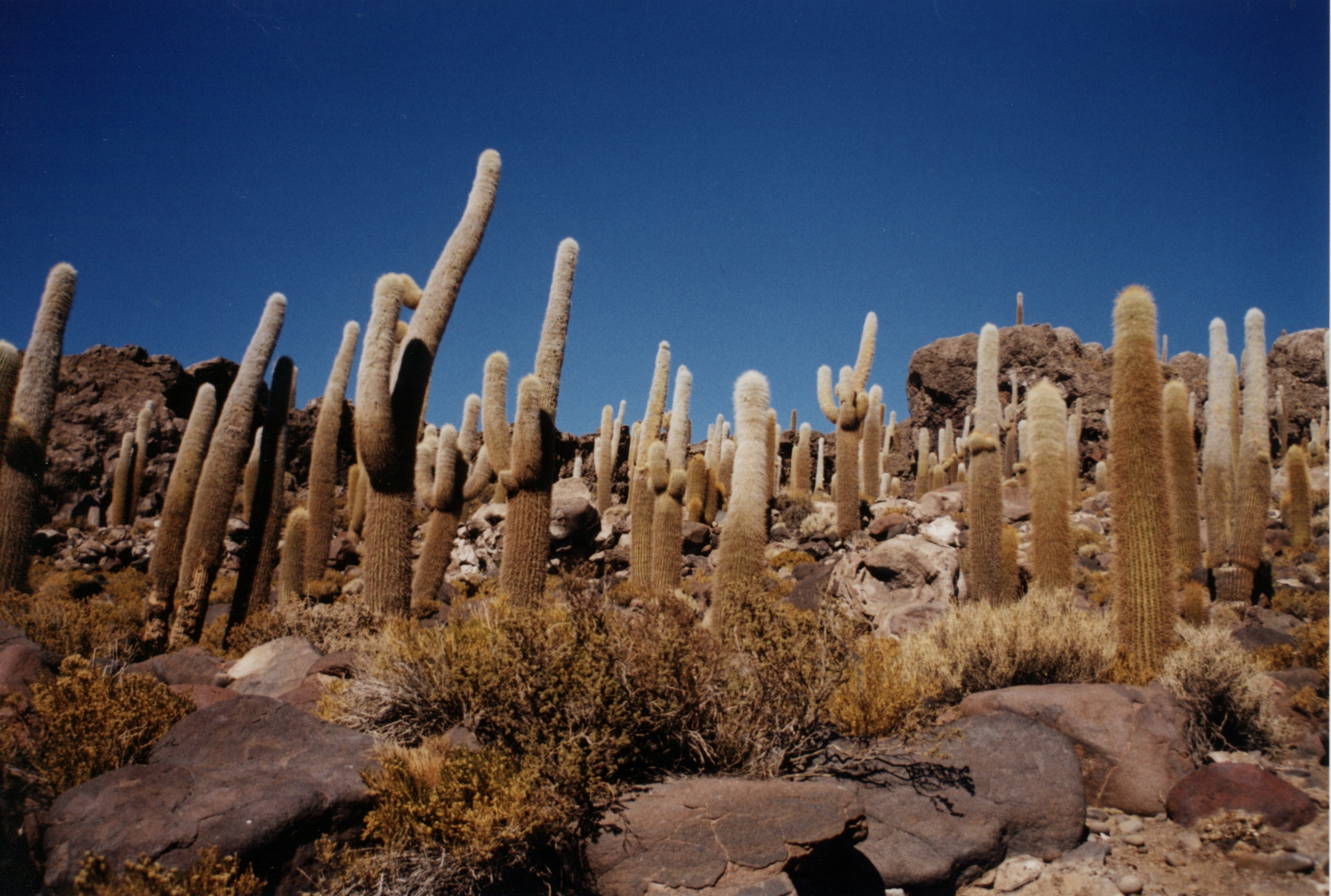
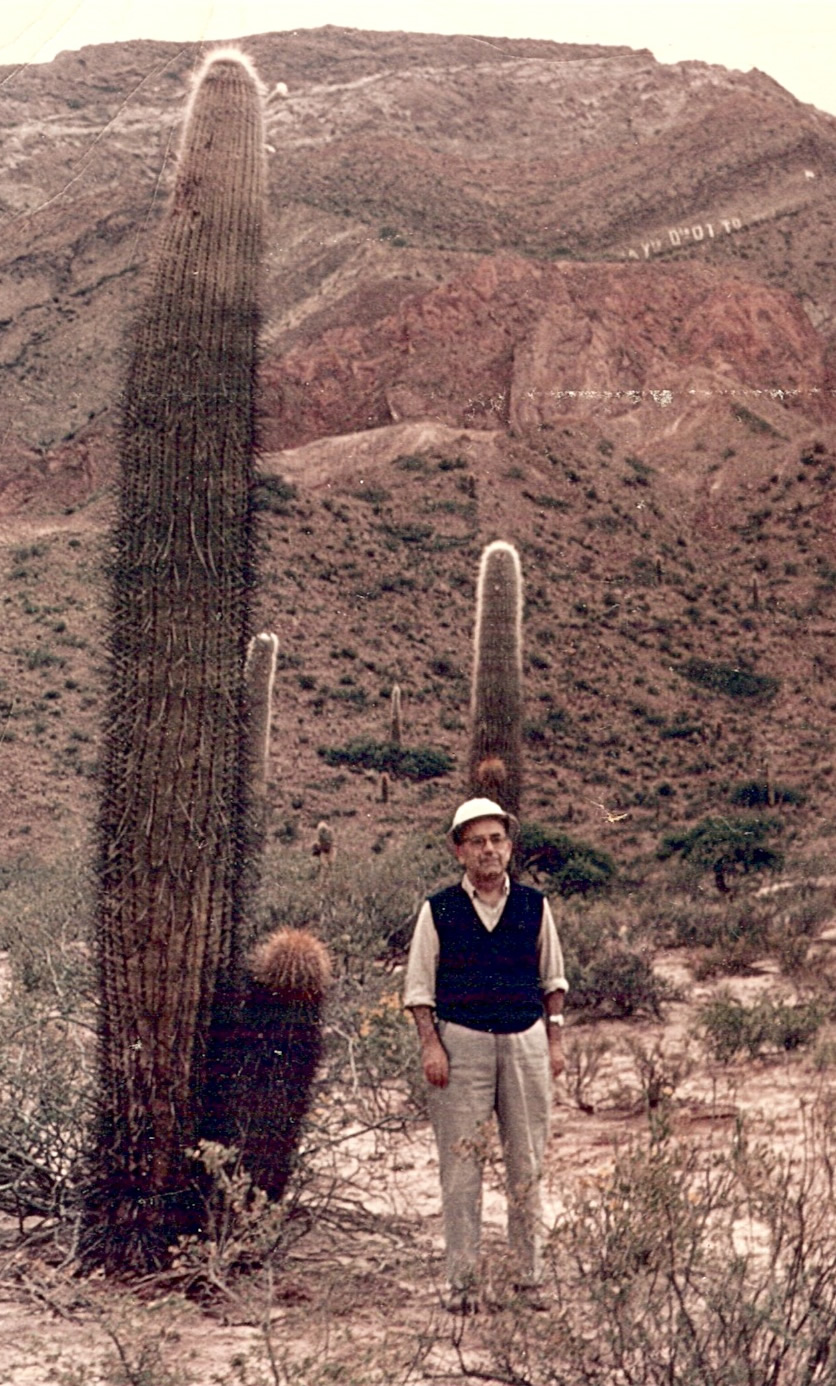